# Kanapé (möbel)

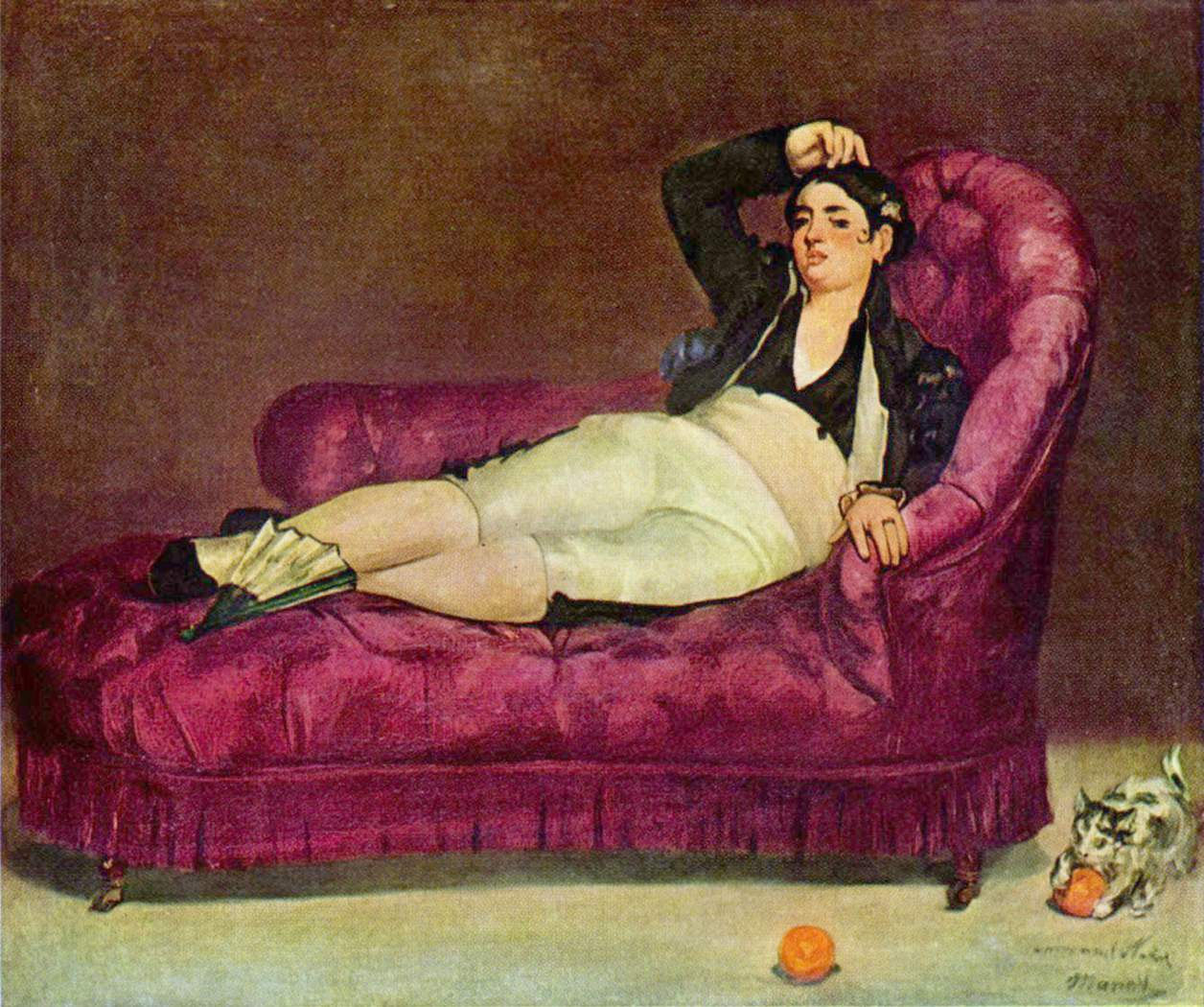
Edouard Manet Ung kvinna vilar på en kanapé

Kanapé är en stoppad soffa med upphöjd sidoända. Kanapén har ett armstöd och ett asymmetriskt ryggstöd. Kanapén är lika lämpad att halvligga på som att sitta i. 
Ordet kanapé i denna betydelse är känt i svenska språket sedan 1733.